# Chersodromia colliniana
Chersodromia colliniana är en tvåvingeart som beskrevs av Frey 1936. Chersodromia colliniana ingår i släktet Chersodromia och familjen puckeldansflugor. Inga underarter finns listade i Catalogue of Life.